# アタヤル語群

アタヤル語の分布。話者は雪山山脈周辺に多い

アタヤル語群（アタヤルごぐん）は、オーストロネシア語族の台湾の一部で話される言語を含む小語族。アタヤル語派とも。
- タイヤル語：6.3万人（2006年)
- セデック語：20,000人（2008年）

タイヤル語は大きくSquliq方言、C’uli方言に分かれる。